# Sibynophis
Sibynophis is een geslacht van slangen uit de familie toornslangachtigen (Colubridae) en de onderfamilie Sibynophiinae.

## Naam en indeling
De wetenschappelijke naam van de groep werd voor het eerst voorgesteld door Leopold Fitzinger in 1843. Er zijn negen soorten, de recentst beschreven soort is al bekend sinds 1958. Een aantal soorten werd eerder tot andere geslachten gerekend, zoals Ablabes, Polyodontophis, Enicognathus en Calamaria.

### Soorten
Het geslacht omvat de volgende soorten, met de auteur en het verspreidingsgebied.
| Naam                      | Auteur                          | Verspreidingsgebied                                                                                   |
| ------------------------- | ------------------------------- | --- |
| Sibynophis bistrigatus    | Günther, 1868                   | Myanmar, India                                                                                        |
| Sibynophis bivittatus     | Boulenger, 1894                 | Filipijnen                                                                                            |
| Sibynophis chinensis      | Günther, 1889                   | Vietnam, China, Taiwan                                                                                |
| Sibynophis collaris       | Gray, 1853                      | India, Nepal, China, Maleisië, Taiwan, Bhutan, Myanmar, Thailand, Laos, Vietnam, mogelijk in Cambodja |
| Sibynophis geminatus      | Boie, 1826                      | Thailand, Maleisië, Indonesië, Filipijnen                                                             |
| Sibynophis melanocephalus | Gray, 1834                      | Maleisië, Indonesië, Singapore, Thailand, Vietnam                                                     |
| Sibynophis sagittarius    | Cantor, 1839                    | India, Nepal, Bhutan, Pakistan                                                                        |
| Sibynophis subpunctatus   | Duméril, Bibron & Duméril, 1854 | India, Sri Lanka                                                                                      |
| Sibynophis triangularis   | Taylor, 1965                    | Thailand, Cambodja                                                                                    |

## Uiterlijke kenmerken
De lichaamslengte bedraagt ongeveer 30 centimeter tot ongeveer een meter. Het lichaam is dun en heeft een cilindrische vorm, de kop is meestal klein en afgeplat en is moeilijk te onderscheiden van het lijf.
Deze slangen hebben 25 tot 56 rijen tanden in hun bek wat uitzonderlijk veel is in vergelijking met andere slangen. De soorten worden in andere talen daarom wel aangeduid met namen, die zoiets als veeltandslangen betekenen, zoals in het Engels (many-toothed snakes) en het Duits (Vielzahnnatter).

## Levenswijze
Van veel soorten is bekend dat ze voornamelijk hagedissen eten (saurivoor), en dan voornamelijk skinken. De vrouwtjes zetten eieren af, dit zijn er relatief weinig per legsel. Van de soort Sibynophis geminatus is bekend dat slechts een enkel ei per keer wordt geproduceerd.

## Verspreiding en habitat
Alle soorten komen voor in grote delen van Azië en leven in de landen India, Nepal, China, Maleisië, Taiwan, Bhutan, Myanmar, Thailand, Laos, Vietnam, Cambodja, Indonesië, Filipijnen, Pakistan, Singapore en Sri Lanka.
De habitat bestaat voornamelijk uit tropische en subtropische bossen, zowel in bergstreken als in laaggelegen gebieden.

## Beschermingsstatus
Door de internationale natuurbeschermingsorganisatie IUCN is aan zeven soorten een beschermingsstatus toegewezen. Vijf soorten worden beschouwd als 'veilig' (Least Concern of LC), een soort als 'gevoelig' (Near Threatened of NT) en een soort als 'onzeker' (Data Deficient of DD).